# Procambarus atkinsoni
Procambarus atkinsoni är en kräftdjursart som först beskrevs av Ortmann 1913.  Procambarus atkinsoni ingår i släktet Procambarus och familjen Cambaridae. IUCN kategoriserar arten globalt som otillräckligt studerad. Inga underarter finns listade i Catalogue of Life.